# Vettore di Darboux
Nella geometria differenziale, specialmente nella teoria delle curve nello spazio, il vettore di Darboux è il vettore velocità angolare nel sistema di riferimento di Frenet di una curva nello spazio. Prende il nome dal suo ideatore Gaston Darboux.  È pure chiamato vettore di momento angolare perché è direttamente proporzionale al momento angolare.
In termini delle formule di Frenet-Serret, il vettore ω di Darboux può esprimersi con
{\displaystyle {\boldsymbol {\omega }}=\tau \mathbf {T} +\kappa \mathbf {B} \qquad \qquad (1)}
e possiede le seguenti proprietà di simmetria
{\displaystyle {\begin{aligned}{\boldsymbol {\omega }}\times \mathbf {T} &=\mathbf {T} '\\{\boldsymbol {\omega }}\times \mathbf {N} &=\mathbf {N} '\\{\boldsymbol {\omega }}\times \mathbf {B} &=\mathbf {B} '\end{aligned}}}
che possono venire estrapolate dalla equazione (1) per mezzo del teorema di Frenet-Serret (o viceversa).
Un corpo rigido si muova lungo una curva regolare descritta da una funzione parametrica β(t). Questo corpo rigido possiede il suo proprio intrinseco sistema di coordinate. Mentre il corpo si muove lungo la curva, manteniamo il sistema di coordinate intrinseco allineato con il riferimento di Frenet della curva.
Nell'effettuare ciò, il movimento del corpo verrà descritto da due vettori: un vettore traslatorio, ed un vettore rotazionale {\displaystyle \omega }: che è il vettore velocità areolare: il vettore di Darboux.
Si osservi che questa rotazione è cinematica, piuttosto che fisica, poiché quando un corpo rigido si muove liberamente nello spazio usualmente la sua rotazione è indipendente dalla sua traslazione. L'eccezione sarebbe se la rotazione del corpo fosse fisicamente vincolata ad allinearsi con la sua traslazione come nel caso del carrello di una montagna russa.
Consideriamo il corpo rigido in movimento dolce lungo una curva regolare. Una volta che la traslazione sia accomunata, il corpo si vede ruotare come ruota il suo riferimento di Frenet. La rotazione totale del riferimento di Frenet è la combinazione delle rotazioni di ciascuno dei tre vettori di Frenet:
{\displaystyle {\boldsymbol {\omega }}={\boldsymbol {\omega }}_{\mathbf {T} }+{\boldsymbol {\omega }}_{\mathbf {N} }+{\boldsymbol {\omega }}_{\mathbf {B} }}
Ciascun vettore di Frenet ruota attorno a un'origine che è il centro del corpo rigido (punto qualsiasi all'interno del corpo rigido denominato centro). La velocità areolare del vettore tangente è:
{\displaystyle {\boldsymbol {\omega }}_{\mathbf {T} }=\lim _{\Delta t\to 0}{\frac {\mathbf {T} (t)\times \mathbf {T} (t+\Delta t)}{2\Delta t}}={\frac {1}{2}}\mathbf {T} (t)\times \mathbf {T} '(t)}
Similmente
{\displaystyle {\boldsymbol {\omega }}_{\mathbf {N} }=\lim _{\Delta t\to 0}{\frac {\mathbf {N} (t)\times {\mathbf {N} (t+\Delta t)}}{2\Delta t}}={\frac {1}{2}}\mathbf {N} (t)\times \mathbf {N} '(t)}
{\displaystyle {\boldsymbol {\omega }}_{\mathbf {B} }=\lim _{\Delta t\to 0}{\frac {\mathbf {B} (t)\times {\mathbf {B} (t+\Delta t)}}{2\Delta t}}={\frac {1}{2}}\mathbf {B} (t)\times \mathbf {B} '(t)}
Si applichi ora il teorema di Frenet-Serret per determinare le componenti della velocità areolare:
{\displaystyle {\begin{aligned}{\boldsymbol {\omega }}_{\mathbf {T} }={\frac {1}{2}}\mathbf {T} \times \mathbf {T} '&={\frac {1}{2}}\kappa \mathbf {T} \times \mathbf {N} ={\frac {1}{2}}\kappa \mathbf {B} \\{\boldsymbol {\omega }}_{\mathbf {N} }={\frac {1}{2}}\mathbf {N} \times \mathbf {N} '&={\frac {1}{2}}(-\kappa \mathbf {N} \times \mathbf {T} +\tau \mathbf {N} \times \mathbf {B} )={\frac {1}{2}}(\kappa \mathbf {B} +\tau \mathbf {T} )\\{\boldsymbol {\omega }}_{\mathbf {B} }={\frac {1}{2}}\mathbf {B} \times \mathbf {B} '&=-{\frac {1}{2}}\tau \mathbf {B} \times \mathbf {N} ={\frac {1}{2}}\tau \mathbf {T} \end{aligned}}}
cosicché
{\displaystyle {\boldsymbol {\omega }}={\frac {1}{2}}\kappa \mathbf {B} +{\frac {1}{2}}(\kappa \mathbf {B} +\tau \mathbf {T} )+{\frac {1}{2}}\tau \mathbf {T} =\kappa \mathbf {B} +\tau \mathbf {T} }
come è stato asserito.
Il vettore di Darboux fornisce un modo conciso per interpretare la curvatura κ e la torsione τ in modo geometrico: la curvatura è la misura della rotazione del riferimento di Frenet attorno al versore della binormale, mentre la torsione è la misura della rotazione del riferimento di Frenet attorno al versore della tangente.